# Баранек, Ян (футболист, 1993)
Ян Ба́ранек (чеш. Jan Baránek; родился 26 июня 1993 года в Опаве, Чехия) — чешский футболист. Сын футболиста Яна Баранека.

## Клубная карьера
Ян Баранек — воспитанник клуба «Баник» из Остравы. В высшей лиге Чехии дебютировал 21 сентября 2012 года в гостевом матче против «Слована», поединок закончился вничью, 2:2. Всего за клуб в чемпионате Чехии провёл 38 матчей и забил три мяча.
В декабре 2014 года перешёл в пльзеньскую «Викторию», подписав с клубом 3,5 летний контракт. За два тура до конца сезона 2014/15 вместе с командой стал чемпионом Чехии.
5 февраля 2018 года объявил о завершении карьеры игрока. Баранек принял такое решение из-за хронических проблем с коленом.

## Карьера в сборной
Ян выступал за сборные Чехии до 20 и до 21 года. За молодёжную сборную дебютировал 19 ноября 2013 года в товарищеском матче со сборной Англии (2:2). В 2015 году принял участие в домашнем молодёжном чемпионате Европы.

## Достижения

### Командные
Виктория Пльзень
- Чемпион Чехии (2): 2014/15, 2015/16

### Личные
- Талант года в Чехии : 2014